# Kridthus
Et kridthus er en omkring 10 cm lang beholder af enten blik, messing eller sølv beregnet til at have i lommen. Et kridthus er cylindrisk i form, og har et låg og rum i hver ende. Det ene rum var til f.eks. mønter, mens det andet blev brugt til opbevaring af kridt. Kridtet blev brugt i forbindelse med regnskabsføring. Kridthuset blev især brugt i 1600- og 1700-tallet.
Kendes også i betyningen At være i kridthuset som at være vellidt af nogen så man kan forvente at blive behandlet med særlig velvilje af vedkommende. Muligvis også i betydningen kredithuset, hvor en debitor er velanskrevet, og   som havde mulighed for at på  på kridt i betydningen kredit.